# Dernbach (Pfalz)
Dernbach este o comună din landul Renania-Palatinat, Germania.